# 228 a.C.
Il 228 a.C. (CCXXVIII a.C. in numeri romani) è un anno  del III secolo a.C.

## Eventi
- I Romani invadono l'Illiria dal mare.
- I Cartaginesi fondano in Spagna Carthago Nova, la odierna Cartagena.

## Nati
- Prusia I, re († 181 a.C.)

## Morti
- Etazeta
- Eudamida III, re spartano (n. 241 a.C.)
- Ziaelas, sovrano